# System 1
System 1 [ˈsɪstəm wʌn], также упоминается как Macintosh System Software [ˈmækənˌtɔʃ ˈsɪstəm ˈsɔfˌtwɛr] — проприетарная графическая операционная система, выпущенная американской компанией Apple в 1984 году и положившая начало линейки классических Mac OS. Первоначально создавалась для Macintosh 128K — первого персонального компьютера семейства Macintosh, работавшего на микропроцессоре Motorola 68000. В том же году получила одно крупное обновление до версии 1.1, впоследствии была заменена System 2.